# Stjepan I. (Kroatien)

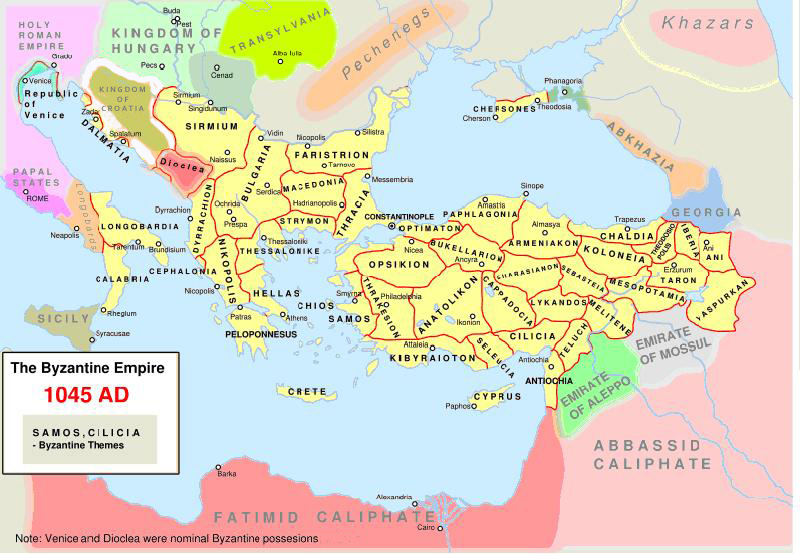
Kroatisches Königreich auf der Karte Südosteuropas im Jahr 1045, während der Herrschaft König Stjepans I.

Stjepan I. Krešimirović († 1058) war von 1030 bis zu seinem Tod der König des mittelalterlichen Kroatien. Er entstammte dem Haus Trpimirović und folgte seinem Onkel Krešimir III. auf den Thron.

## Leben und Wirken
Wie auch seine Vorgänger baute Stjepan I. seinen Machtbereich an der östlichen Adria aus. Er konzentrierte sich auf den Wiederaufbau seiner Militärmacht und schickte den Großteil seiner Flotte zur Unterstützung der Byzantiner während des Krieges gegen die Araber. Stjepan I. hoffte, durch diese kroatisch-byzantinische Allianz die Republik Venedig davon abzuhalten, die kroatische Küste anzugreifen. Während Stjepans Herrschaft kam die Insel Lastovo zurück unter kroatische Kontrolle (siehe Schlacht von Lastovo).
Unter Stjepan I. blühten Handel und Handwerk. Bedeutende Aristokraten zogen nach Zadar, Biograd, Knin, Split, Dubrovnik und andere Küstenstädte. Gleichzeitig wuchsen auch die Städte in Slawonien. Insbesondere entlang der Save zogen viele Menschen auf der Suche nach Ackerland weiter nordwärts. Die beiden größten Städte Kroatiens jener Zeit waren Zagreb und Sisak.
Stjepan I. hatte den Sohn Petar Krešimir, der sein Nachfolger wurde, und einen namentlich nicht bekannten Sohn, der Vater des zukünftigen Königs Stjepan II.